# Georg Mancelius
Georg Mancelius, auch: Manzel; (* 24. Junijul. / 4. Juli 1593greg. in Grenzhof/Kurland; † 17. März 1654 in Mitau) war ein deutsch-baltischer lutherischer Theologe. Er verfasste das erste Wörterbuch der lettischen Sprache.

## Leben
Geboren als Sohn Predigers des Kaspar Mancelius, besuchte er seit 1603 die Schulen Mitau und 1608 in Riga. 1611 immatrikulierte er sich an der Universität Frankfurt (Oder). Zu jener Zeit wurde in Brandenburg eine konfessionelle Umorientierung zum reformierten Glauben durchgeführt. Daher begab sich Mancelius 1612 an die Universität Rostock und kehrte 1615 in seine Heimat zurück. Dort wurde er 1616 von Herzog Friedrich als Pfarrer nach Wallhof berufen, ging 1620 in gleicher Aufgabe nach Selburg und wurde 1625 Oberpastor an der Johanniskirche in Dorpat.
In Dorpat dem Verwaltungszentrum der schwedischen Provinzen im Baltikum, übernahm er 1626 das Amt des Rektors der Stadtschule, wurde 1630 Gymnasialprofessor am örtlichen Gymnasium und mit der Gründung der Dorpater Universität 1632 durch Gustav II. Adolf von Schweden berief man ihn als Professor der Theologie. Dadurch wurde er gleichzeitig Beisitzer am dortigen Oberkonsistorium, avancierte 1633 zum Lizentiaten der Theologie und war 1636 Rektor der akademischen Einrichtung. Am 23. Oktober 1637 kehrte er wieder nach Kurland zurück, wurde Hofprediger und Beichtvater des Herzogs Friedrich, welches Amt er bis zu seinem Lebensende ausführte. Seine Schriften beschreiben ein 1616 erlebtes Erdbeben, zudem akademische Werke, Hofpredigten, Gedichte und Abhandlungen über die lettische Sprache. Die von ihm eingeführte lettische Orthografie wurde noch im 20. Jahrhundert verwendet.

## Werkauswahl
- Lettus, Riga 1638
- Phraseologia lettica, Riga 1638
- Meditatio Theologistoricophysica de terrae motu, Riga 1619
- Das Hauß-Zucht-und Lehrbuch Jesu Syrachs / Zum ersten mahl in Lettischer Zungen gebracht und verfertiget / Durch Georgium Mancelium Semgallum, Riga 1631 (Digitalisat in der Digitalen Bibliothek der LNB)
- Vademenecum oder verbessertes Lettisches Gesangbuch und Evangelienbuch, Riga 1636
- Der kleine Katechismus
- Die Sprüche Salomonis, Riga 1637
- Langgewünschte Lettische Postill, Riga 1654